# Ferenc Korom
Ferenc Korom (* 15. Dezember 1964 in Szentes) ist ein Generaloberst (Vezérezredes) des ungarischen Heeres und war von 2018 bis 2021 der Militärische Befehlshaber der Ungarische Streitkräfte (Magyar Honvédség).

## Militärische Laufbahn
Beförderungen
- 2011 Brigadegeneral
- 2017 Generalmajor
- 2018 Generalleutnant
- 2020 Generaloberst

Korom schloss 1987 die Militärakademie Lajos Kossuth in Szentendre als Infanterieoffizier ab. Es folgten 1987 bis 1990 Verwendungen als Kompaniechef und Brigadeeinsatzoffizier der 33. mechanisierten Infanteriebrigade in Zalaegerszeg. Von 1990 bis 2004 folgten verschiedene Verwendungen in der 62. mechanisierten Infanteriebrigade Miklós Bercsényi in Hódmezővásárhely: Als Chef des Stabes des 2. mechanisierten Infanteriebataillons (hier zum Oberleutnant befördert), als Kommandeur dieser Einheit (mit Beförderung zum Hauptmann) und schließlich als Kommandeur des 1. mechanisierten Infanteriebataillons (mit einhergehenden Beförderungen zum Major und Oberstleutnant). Im Jahr 2002 schloss Korom auch die Ausbildung zum Generalstabsoffizier an der Nationalen Verteidigungsarmee in Budapest ab. Von 2004 bis 2007 war er stellvertretender Chef des Stabes der 25. leichten Infanteriebrigade György Klapka in Tata. Im Jahr 2007 wurde er als leitender Einsatzstabsoffizier im streitkräftegemeinsamen Führungskommando Ungarns eingesetzt. Von 2008 bis 2009 wurde Korom als Chef des Stabes der 5. Infanteriebrigade István Bocskai in Debrecen verwendet. Auf diesem Dienstposten wurde er auch zum Oberst befördert. Von 2009 bis 2011 war er stellvertretender Kommandeur dieser Brigade. Im Jahr 2011 war Korom Lehrgangsteilnehmer am NATO Defense College (NDC) in Rom, Italien. Daran anschließend war er von 2011 bis 2017 im Generalstab der Ungarischen Streitkräfte in Budapest als Leiter der Stabsabteilung J-3 für die Führung laufender Operationen zuständig. Auf diesem Dienstposten wurde er zum Brigadegeneral und schließlich zum Generalmajor befördert. Im Jahr 2018 war Korom für wenige Monate der Kommandeur des streitkräftegemeinsamen Führungskommando Ungarns, bevor er am 16. Mai 2018 der Militärische Befehlshaber der Ungarische Streitkräfte, Magyar Honvédség wurde. Mit der Ernennung ging die Beförderung zum Generalleutnant einher. Am 15. März 2020 wurde er auf diesem Dienstposten zum Generaloberst befördert.

### Auslandseinsätze
- 1997/98 UNFICYP, Kompaniechef, Zypern
- 1999 KFOR, Verbindungsoffizier Force Protection Bataillon, Kosovo
- 2003/04 UNFICYP, stellvertretender Kommandeur Sektor 4
- 2005 NATO Training Mission Iraq, Bagdad, Irak
- 2007 KFOR, Kommandeur Force Protection Bataillon
- 2009 ISAF, Kommandeur Provincial Reconstruction Team (PRT) Baghlan, Afghanistan
- 2013 ISAF Chef des Stabes Regional Command North, Masar-e-Scharif, Afghanistan
- 2015/16 KFOR, stellvertretender Missionskommandeur

## Privates
Korom ist verheiratet und hat ein Kind. Er spricht neben seiner Muttersprache noch englisch und etwas russisch.